# Cianowice
Cianowice (do 31 grudnia 2014 Cianowice Duże) – wieś w Polsce położona w województwie małopolskim, w powiecie krakowskim, w gminie Skała przy drodze wojewódzkiej nr 794. Wieś jest siedzibą sołectwa Cianowice.
| SIMC    | Nazwa          | Rodzaj    |
| ------- | -------------- | --------- |
| 0334110 | Cianowice Małe | część wsi |
| 0334126 | Hektary        | część wsi |
| 0334132 | Marianów       | część wsi |
| 0334149 | Miotełka       | część wsi |
| 0334155 | Pod Skałkami   | część wsi |
| 0334161 | Poręba         | część wsi |
| 0334178 | Stara Wieś     | część wsi |
| 0334184 | Świńska Ulica  | część wsi |

Do 1954 roku siedziba gminy Cianowice. W latach 1954–1972 wieś należała i była siedzibą władz gromady Cianowice. W latach 1975–1998 miejscowość administracyjnie należała do województwa krakowskiego.

## Zabytki
Obiekt wpisany do rejestru zabytków nieruchomych województwa małopolskiego.
- Zespół dworski: dwór, park.